# كرة الماء في الألعاب الأولمبية الصيفية 2016

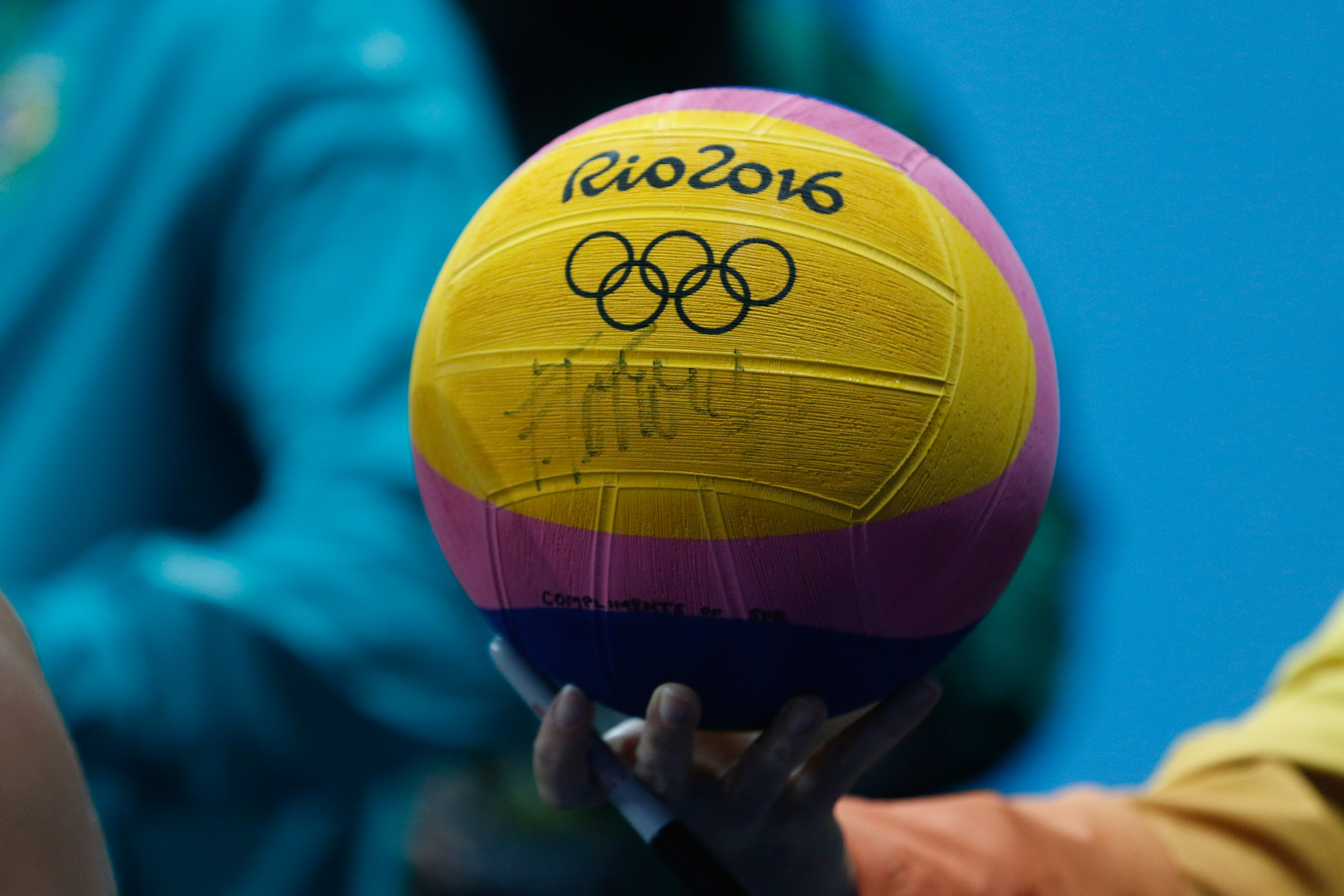

مسابقات كرة الماء في الألعاب الأولمبية الصيفية 2016 في ريو دي جانيرو أقيمت في الفترة من 6 إلى 20 أغسطس في مركز ماريا لينك المائي بمشاركة عشرين فريقا، 12 فريقا للرجال و 8 فرق للنساء. ولقد المباريات التي تنتهي بالتعادل في الجولات الإقصائية تم تحديد فيها الفائز بضربات الجزاء.

## البلدان المشاركة
شارك 20 فريقا وهذه الفرق تمثل 14 بلدا موزعين بين فرق الرجال وفرق السيدات.
| الرجال - صربيا - أستراليا - اليونان - البرازيل - المجر - إسبانيا - فرنسا - الجبل الأسود - الولايات المتحدة - إيطاليا - كرواتيا - اليابان | النساء - إيطاليا - روسيا - أستراليا - البرازيل - إسبانيا - المجر - الولايات المتحدة - الصين |  |